# Гримсветн
Гримсветн (исл. Grímsvötn - „мргодне воде“) је вулкан на северозападној страни ледника Ватнајекул на Исланду. Налази се на платоу надморске висине 1.725 метара испод система подледничкик језера. вулкан је током осамнаестог века био врло активан па су ерупције биле учестале (1783, 1785). У новије доба, значајне активности забележене су 1998. године када је ерупција трајала недељу дана и 2004. године у истом временском трајању. У мају 2011. године Гримсветн је опет прорадио избацивши велику количину пепела у атмосферу, што је довело до обуставе авио-саобраћаја на Исланду. Облак пепела достигао је висину од око 20 километара. Ерупција је била праћена серијом земљотреса.

## Галерија
- Вулкан и глечер
- НАСА снимак 2004. године
- Сателитски снимак Гримсветна